# Joeri Selichov
Joeri Gennadijevitsj Selichov (Russisch: Юрий Геннадьевич Селихов) (Koepino, Oblast Novosibirsk, 22 januari 1943), is een voormalig basketbalspeler van het basketbalteam van de Sovjet-Unie. Heeft verschillende onderscheidingen gekregen waaronder Meester in de sport van de Sovjet-Unie in 1967, Geëerde Coach van de Sovjet-Unie in 1982 en Geëerde Coach van Rusland.

## Carrière
Selichov begon zijn professionele loopbaan bij Boerevestnik Moskou in 1966. In 1967 ging Selichov spelen voor de "Legerploeg" van CSKA Moskou. Daarmee werd Selichov twee keer Landskampioen van de Sovjet-Unie in 1969 en 1970. Ook won hij eenmaal de EuroLeague in 1969. Selichov won brons op de Olympische Spelen in 1968. In 1967 haalde hij een gouden medaille op het Wereldkampioenschap en op het Europees kampioenschap.

## Coach
Selichov begon als assistent coach van hoofdcoach Aleksandr Gomelski bij het nationale team van de Sovjet-Unie. Ze wonnen goud op het Wereldkampioenschap in 1982. Ze wonnen brons op het Europees kampioenschap in 1983. Op de Olympische Spelen wonnen ze goud in 1988. Selichov begon als hoofdcoach van het Gezamenlijk team op de Olympische Spelen van 1992. Als hoofdcoach van het nationale team van Rusland haalde hij zilver op het Europees kampioenschap in 1993.

## Erelijst
- Landskampioen Sovjet-Unie: 2
  - Winnaar: 1969, 1970
- EuroLeague: 1
  - Winnaar: 1969
- Olympische Spelen:
  - Brons: 1968
- Wereldkampioenschap: 1
  - Goud: 1967
- Europees kampioenschap: 1
  - Goud: 1967

## Speler
4 Chechuro ·
5 Paulauskas ·
6 Sakandelidze ·
7 Travin ·
8 Selichov ·
9 Polivoda ·
10 Belov ·
11 Tomson ·
12 Nesterov ·
13 Volnov  ·
14 Lipso ·
15 Andrejev ·
Coach: Gomelski
· Assistent-coach: Ozerov
· Assistent-coach: 
4 Krikun ·
5 Paulauskas ·
6 Sakandelidze ·
7 Zjarmoechamedov ·
8 Selichov ·
9 Polivoda ·
10 Belov ·
11 Tomson ·
12 Lepmets ·
13 Volnov  ·
14 Lipso ·
15 Andrejev ·
Coach: Gomelski
· Assistent-coach: Ozerov
· Assistent-coach: 
4 Krikun ·
5 Paulauskas ·
6 Sakandelidze ·
7 Kapranov ·
8 Selichov ·
9 Polivoda ·
10 Belov ·
11 Tomson ·
12 Kovalenko ·
13 Volnov  ·
14 Lipso ·
15 Andrejev ·
Coach: Gomelski
· Assistent-coach: Ozerov
· Assistent-coach: 

## Assistent-coach
4 Jerjomin  ·
5 Enden ·
6 Tarakanov ·
7 Sabonis ·
8 Lopatov ·
9 Derioegini ·
10 Valters ·
11 Tkatsjenko ·
12 Mysjkin ·
13 Jovaiša ·
14 Bilostinnyj ·
15 Chomičius ·
Coach: Gomelski
· Assistent-coach: Selichov
· Assistent-coach: Edesjko
4 Jerjomin  ·
5 Enden ·
6 Tarakanov ·
7 Sabonis ·
8 Lopatov ·
9 Derioegini ·
10 Valters ·
11 Pankrasjkin ·
12 Mysjkin ·
13 Jovaiša ·
14 Bilostinnyj ·
15 Chomičius ·
Coach: Gomelski
· Assistent-coach: Selichov
· Assistent-coach: 
4 Volkov ·
5 Sokk ·
6 Tarakanov ·
7 Marčiulionis ·
8 Miglinieks ·
9 Tichonenko ·
10 Kurtinaitis ·
11 Sabonis ·
12 Pankrasjkin ·
13 Chomičius ·
14 Bilostinnyj ·
15 Hoborov ·
Coach: Gomelski
· Assistent-coach: Selichov
· Assistent-coach: 

## Coach
4 Vētra ·
5 Bazarevitsj ·
6 Miglinieks ·
7 Gorin ·
8 Panov ·
9 Tichonenko ·
10 Berezjnyj ·
11 Nosov ·
12 Soecharev ·
13 Gadasjev ·
14 Volkov ·
15 Bilostinnyj ·
Coach: Selichov
· Assistent-coach: Sidjakin
· Assistent-coach: 
4 Gorin ·
5 Sjakoelin ·
6 Soecharev ·
7 Astanin ·
8 Nosov ·
9 Bazarevitsj ·
10 Babkov ·
11 Michajlov ·
12 Karasjov ·
13 Fetisov ·
14 Panov ·
15 Kondratov ·
Coach: Selichov
· Assistent-coach: 
· Assistent-coach: 

## Assistent-coach
4 Karasjov ·
5 Jersjov ·
6 Licholitov ·
7 Solovjov ·
8 Koebrakov ·
9 Samojlenko ·
10 Chrjapa ·
11 Pasjoetin ·
12 Monja ·
13 Kirilenko ·
14 Domani ·
15 Savrasjenko ·
Coach: Jelevitsj
· Assistent-coach: Selichov
· Assistent-coach: Sokolovski
· Assistent-coach: Chartsjenkov
4 Artesjina ·
5 Zjedik ·
6 Danilotsjkina ·
7 Koezina ·
8 Hammon ·
9 Vieru ·
10 Korstin  ·
11 Stepanova ·
12 Osipova ·
13 Sokolovskaja ·
14 Abrosimova ·
15 Vidmer ·
Coach: Sokolovski
· Assistent-coach: Selichov
· Assistent-coach: 